# Station Milnrow
Milnrow is een spoorwegstation van National Rail in Milnrow, Rochdale in Engeland. Het station is eigendom van en wordt beheerd door Manchester Metrolink. 